# 輪島朝市 (曲)
「輪島朝市」（わじまあさいち）は、2008年4月2日に発売された水森かおりの16枚目のシングル。

## 解説
- 連続初登場TOP10入りの記録を5作連続に更新。
- 第50回日本レコード大賞優秀作品賞（大賞ノミネート作品）受賞。
- 第59回NHK紅白歌合戦へ6年連続6回目の出場を果たし歌唱。

## 収録曲
1. 輪島朝市 (4:41)
作詞：木下龍太郎／作曲：弦哲也／編曲：前田俊明
2. 輪島朝市（オリジナルカラオケ） (4:41)
3. 輪島朝市（半音下げカラオケ） (4:41)
4. 輪島朝市（半音下げカラオケ・ガイドメロ入り） (4:41)
5. 北陸ひとり旅 (4:18)
作詞：仁井谷俊也／作曲：弦哲也／編曲：伊戸のりお
6. 北陸ひとり旅（オリジナルカラオケ） (4:18)
7. 北陸ひとり旅（半音下げカラオケ） (4:18)
8. 北陸ひとり旅（半音下げカラオケ・ガイドメロ入り） (4:18)

## 収録アルバム
- 『歌謡紀行VII〜輪島朝市〜』（2008年9月24日）